# Yolanda Griffith
Yolanda Evette Griffith (* 1. März 1970 in Chicago, Illinois, Vereinigte Staaten) ist eine ehemalige professionelle Basketballspielerin, die von 1999 bis 2009 für die Sacramento Monarchs, Seattle Storm und den Indiana Fever in der Women’s National Basketball Association (WNBA) spielte.

## Karriere

### ABL (1997 bis 1998)
1997 wurde sie von den Long Beach Stingrays an erster Stelle im ABL Draft ausgewählt. In ihrer ersten und einzigen Saison in der ABL führte sie die Stingrays gleich ins ABL Finale. In der Finalserie musste sie sich mit den Stingrays knapp mit 2–3 den Columbus Quest geschlagen geben. Griffith wurde am Ende der Saison zur ABL Defensive Player of the Year gewählt. Des Weiteren schaffte sie den Sprung ins All-ABL First Team. Da das Team aber nach Ende dieser Saison den Spielbetrieb beendete, spielte sie vorübergehend für die Chicago Condors in ihrer Heimatstadt. Jedoch wurde am 22. Dezember 1998 die Liga in der die Condors spielten aufgelöst.

### WNBA (1999 bis 2009)
Griffith wurde an der zweiten Stelle im WNBA Draft 1999 von den Sacramento Monarchs ausgewählt. In der Saison 1999 wurde sie zum MVP der Saison und Defensive Player der Saison gewählt. Ihren größten Erfolg feierte sie in der Saison 2005 als sie mit den Monarchs zum ersten Mal die Meisterschaft gewinnen konnte. Nachdem die Monarchs die Connecticut Sun in der Finalserie 3–1 besiegt hatten, wurde Griffith zum Finals MVP gewählt. Nach neun Saisons in Sacramento unterzeichnete Griffith am 8. April 2008 einen Einjahresvertrag bei den Seattle Storm. Die Storm stellten in der Saison 2008 den wohl stärksten Kader der Liga, jedoch kam sie mit den Storm nach einer guten regulären Saison nicht über die erste Runde in den Playoffs hinaus. Am 20. Februar unterschrieb Griffith abermals einen Einjahresvertrag dieses Mal bei den Indiana Fever. Später gab Griffith bekannt, dass sie nach dieser Saison ihre Karriere beenden wird. Am 9. Juni zog sie sich gegen ihre ehemalige Mannschaft den Seattle Storm eine Achillessehnenruptur zu. Aufgrund dieser Verletzung musste sie diese Saison und ihre Karriere frühzeitig beenden.
Sie wurde für ihre Leistungen in der WNBA sowohl 2006 in das aus zehn Spielerinnen bestehende WNBA All-Decade Team als auch zum 15-jährigen Jubiläum der Liga im Jahr 2011 zu den WNBA's Top 15 Players of All Time gewählt. 2021 wurde sie unter die 25 Greatest Players in WNBA History gewählt.

### Europa
Für einige Jahre war sie auch für Vereine in Europa aktiv.

### International (2000 bis 2004)
Griffith holte mit dem US-amerikanischen Damen-Basketballteam bei den Olympischen Spielen 2000 in Sydney und bei den Olympischen Spielen 2004 in Athen die Goldmedaille.
Am 16. Mai 2021 wurde bekanntgegeben, dass Griffith in die Naismith Memorial Basketball Hall of Fame aufgenommen wird.

## Karrierestatistik
| 1999        | Sacramento Monarchs | WNBA        | 29  | 29  | 33,8 | 54,1 | 0,0 | 61,7 | 11,3 | 1,6 | 18,8 | –  | –  | –    | –    | –   | –    | –    | –   | –    |
| 2000        | Sacramento Monarchs | WNBA        | 32  | 32  | 32,1 | 53,5 | 0,0 | 70,6 | 10,3 | 1,5 | 16,3 | 2  | 2  | 39,0 | 52,2 | 0,0 | 62,5 | 12,0 | 1,0 | 14,5 |
| 2001        | Sacramento Monarchs | WNBA        | 32  | 31  | 33,7 | 52,2 | 0,0 | 72,0 | 11,2 | 1,7 | 16,2 | 5  | 5  | 36,2 | 47,8 | 0,0 | 76,4 | 8,8  | 1,4 | 21,2 |
| 2002        | Sacramento Monarchs | WNBA        | 17  | 17  | 33,9 | 52,0 | 0,0 | 80,3 | 8,7  | 1,1 | 16,9 | –  | –  | –    | –    | –   | –    | –    | –   | –    |
| 2003        | Sacramento Monarchs | WNBA        | 34  | 34  | 29,9 | 48,5 | 0,0 | 77,4 | 7,3  | 1,4 | 13,8 | 6  | 6  | 33,3 | 53,7 | 0,0 | 91,2 | 8,8  | 1,2 | 17,2 |
| 2004        | Sacramento Monarchs | WNBA        | 34  | 34  | 30,3 | 51,9 | 0,0 | 75,3 | 7,2  | 1,2 | 14,5 | 6  | 6  | 34,0 | 49,2 | 0,0 | 83,3 | 8,2  | 1,3 | 13,7 |
| 2005        | Sacramento Monarchs | WNBA        | 34  | 33  | 28,3 | 48,5 | 0,0 | 70,7 | 6,6  | 1,5 | 13,8 | 8  | 8  | 30,8 | 49,1 | 0,0 | 71,1 | 8,3  | 1,4 | 17,3 |
| 2006        | Sacramento Monarchs | WNBA        | 34  | 34  | 25,1 | 45,7 | 0,0 | 75,1 | 6,4  | 1,6 | 12,0 | 9  | 9  | 26,3 | 48,5 | 0,0 | 76,5 | 7,1  | 1,8 | 14,8 |
| 2007        | Sacramento Monarchs | WNBA        | 32  | 32  | 23,1 | 50,2 | 0,0 | 65,8 | 4,6  | 1,5 | 9,0  | 3  | 3  | 23,7 | 40,9 | 0,0 | 88,9 | 6,0  | 0,3 | 8,7  |
| 2008        | Seattle Storm       | WNBA        | 30  | 30  | 21,9 | 46,2 | 0,0 | 64,8 | 6,3  | 1,5 | 7,2  | 3  | 3  | 29,0 | 21,4 | 0,0 | 87,5 | 6,3  | 1,7 | 4,3  |
| 2009        | Indiana Fever       | WNBA        | 3   | 0   | 13,7 | 50,0 | 0,0 | 77,8 | 2,3  | 0,0 | 6,3  | –  | –  | –    | –    | –   | –    | –    | –   | –    |
| WNBA gesamt | WNBA gesamt         | WNBA gesamt | 311 | 306 | 28,8 | 50,6 | 0,0 | 71,3 | 7,9  | 1,5 | 13,6 | 42 | 42 | 31,1 | 48,4 | 0,0 | 78,6 | 8,0  | 1,4 | 15,0 |

Legende zur Spielerstatistik:

(GP = Spiele insgesamt; GS = Spiele in der Startformation; MPG = gespielte Minuten pro Spiel; FG% = Wurfquote aus dem Feld; 3P% = Wurfquote aus dem 3-Punktebereich; FT% = Freiwurfquote; OFF = offensive Rebounds pro Spiel; DEF = defensive Rebounds pro Spiel; RPG = Rebounds pro Spiel; APG = erzielte Assists pro Spiel; BPG = erzielte Blocks pro Spiel; PPG = erzielte Punkte pro Spiel)